# Bukovno
Bukovno (en allemand : Bukowno) est une commune du district de Mladá Boleslav, dans la région de Bohême-Centrale, en République tchèque. Sa population s'élevait à 733 habitants en 2020.

## Géographie
Bukovno se trouve à 6 km au nord-ouest de Mladá Boleslav et à 50 km au nord-est de Prague.
La commune est limitée par Plužná, Čistá et Hrdlořezy au nord, par Mladá Boleslav et Dalovice à l'est, par Vinec, Rokytovec et Pětikozly au sud, et par Krásná Ves au sud-ouest, et par Katusice à l'ouest.

## Histoire
La première mention écrite de la localité date de 1387.

## Administration
La commune se compose de deux quartiers :
- Bukovno
- Líny

## Transports
Par la route, Bukovno se trouve à 9 km de Mladá Boleslav et à 66 km de Prague.